# Łowcza-Kolonia
Łowcza-Kolonia – kolonia w Polsce położona w województwie lubelskim, w powiecie chełmskim, w gminie Sawin.
| SIMC    | Nazwa     | Rodzaj        |
| ------- | --------- | ------------- |
| 0106980 | Nieborowa | część kolinii |

W latach 1975–1998 miejscowość administracyjnie należała do województwa chełmskiego. 
Według Narodowego Spisu Powszechnego (III 2011 r.) kolonia liczyła 105 mieszkańców i była trzynastą co do wielkości miejscowością gminy Sawin.
Wierni Kościoła rzymskokatolickiego należą do parafii Matki Bożej Wspomożenia Wiernych w Bukowej Wielkiej.